# Comunitat d'aglomeració Val d'Europe Agglomération
Val d'Europe Agglomération és una estructura intercomunal francesa del departament de Sena i Marne, a la regió de l'Illa de França.
Creada al 1987 com sindicat d'aglomeració, està formada per 5 municipis i la seu es troba a Chessy. Des del 2018 compta 7 municipis.

## Municipis
1. Bailly-Romainvilliers
2. Chessy
3. Coupvray
4. Magny-le-Hongre
5. Serris
6. Villeneuve-le-Comte
7. Villeneuve-Saint-Denis